# أنخيل مارتينيز
أنخيل مارتينيز (بالإسبانية: Ángel Martínez Cervera) (31 يناير 1986 غيرونا إسبانيا - ) هو لاعب كرة قدم إسباني يلعب كلاعب وسط.

## روابط خارجية
- أنخيل مارتينيز على موقع قاعدة بيانات كرة القدم.إي يو (الإنجليزية)
- أنخيل مارتينيز على موقع Soccerbase.com (لاعب) (الإنجليزية)
- أنخيل مارتينيز على موقع Soccerway.com (الإنجليزية)
- أنخيل مارتينيز على موقع عالم كرة القدم.نت (الإنجليزية)